# 鹿児島県立古仁屋高等学校
鹿児島県立古仁屋高等学校（かごしまけんりつこにやこうとうがっこう、英語：Kagoshima Prefectural Koniya High School）は、鹿児島県大島郡瀬戸内町古仁屋にある県立の高等学校。略称は古高（ここう）。

## 設置学科
- 全日制課程　普通科
  - 2年次より「進学コース」と「情報ビジネスコース」に分けたカリキュラムで学習している。年間募集人数は2クラス80名。

## 沿革
- 1930年6月5日 - 大島郡東方村立古仁屋家政女学校設立認可（1か年制）
- 1939年4月10日 - 鹿児島県古仁屋実科高等女学校設立認可（2か年制）
- 1943年3月31日 - 鹿児島県古仁屋高等女学校と改称
- 1947年4月11日 - 鹿児島県古仁屋高等女学校と古仁屋青年学校を統合し、古仁屋町実業高等学校として設立認可。現在地に移転
- 1949年3月31日 - 古仁屋町実業高等学校を廃止。瀬戸内学校組合立古仁屋高等学校（普通科2年制）として発足
- 1950年4月10日 - 別科家庭技芸科を併設認可（1か年制）
  - 5月31日 - 古仁屋町ほか四か村瀬戸内学校組合立古仁屋高等学校を臨時北部南西諸島庁立に移管
  - 11月25日 - 奄美群島政府立古仁屋高等学校となる
- 1953年12月25日 - 奄美群島の日本復帰に伴い、鹿児島県立古仁屋高等学校となる
- 1954年1月29日 - 校歌発表会開催
- 1999年11月16日 - 第1回修学旅行実施。京都・奈良2泊3日
- 2002年10月15日 - 新校舎完成

## 校歌
- 作詞：泉芳朗、作曲：三界稔。1954年制定

## 出身有名人
- RIKKI - 唄者、歌手
- 元ちとせ - 唄者、歌手
- 沙人 - 俳優